# Pere Martorell Jareño
Pere Martorell Jareño (Reus, 1940 - 2016) va ser un delineant i col·leccionista català.
El seu pare, Josep Martorell, era de la Febró i la seva mare Casimira Jareño de Villas de Canto (Conca). Amb aptituds pel dibuix, va estudiar per delineant i va treballar durant tres anys en els serveis de la Diputació de Barcelona. Després va seguir la seva professió en una oficina tècnica d'arquitectura. Dedicava el seu temps lliure a col·leccionar objectes i fotografies relacionades amb Reus i a compilar històries de la ciutat. Durant quaranta anys va reunir una impressionant col·lecció de fotografies de Reus que feia ell mateix, deixant constància de l'evolució dels espais i els racons de la ciutat, dels masos aïllats, de les fonts, de la transformació del paisatge i de la gent. Es calcula que la seva col·lecció consta d'unes 10.000 fotografies. També recollia fotografies i postals antigues de la ciutat, cosa que li va permetre d'editar un Àlbum de Reus anys 1920 en tres volums entre els anys 1981 i 1983. Potser degut a la seva professió tenia nombrosos plànols de Reus, del segle xx i també del XIX. Recollia antics diaris de Reus, cartes personals i invitacions a dinars i sopars de celebracions que es feien a la ciutat.
Va ser corresponsal els anys seixanta d'alguns diaris barcelonins, com ara Solidaridad Nacional (‘La Soli’) o La Prensa, tots dos de la Prensa del Movimiento, i de l'agència informativa Logos. Va editar i dirigir, amb l'advocat reusenc Angel Camacho una publicació de curta durada, La Tribuna de Reus, a començaments dels anys 80. Va donar a conèixer episodis, moltes vegades anecdòtics, de la història de Reus a algunes publicacions locals, com el Semanario Reus o a Lo Nunci, portaveu del Centre d'Amics de Reus. Va editar també Reus comarcal: revista d'informació mensual de març a desembre de 1986.
El 1978 va publicar La Guia de Reus, amb 66 pàgines de plànols i 80 de text. El 1980 un Plànol de la fidel, dos cops lleial, imperial atenta ciutat, excelentíssima [sic] i esforçada ciutat de Reus que incorporava totes les urbanitzacions perifèriques de la ciutat. També va publicar Pregons de Setmana Santa: Reus 1951-1988 el 1988, on recollia tots els que s'havien realitzat entre aquells anys, i en el mateix sentit i el mateix any 63 anys de pregons de la festa major de Sant Pere de Reus (1945-2008). Mentre realitzava els treballs de recerca per aquests dos llibres va recopilar dades per treure l'any 2000 Biografies de personatges reusencs. L'any 2002 va publicar en col·laboració amb Anton Baiges Gras, Guardadors de la Tronada: 50 anys d'història, sobre un grup de reusencs que van voler garantir que la Tronada, un espectacle pirotècnic que es fa per la Festa Major de sant Pere, es pogués celebrar cada any. Al morir, una part important de les seves col·leccions van ser cedides a l'Arxiu Comarcal del Baix Camp.